# Billar americà
El billar americà (en anglès: pool, i en alguns casos també: pocket billiards) és una disciplina de billar que es practica sobre una taula de sis forats, on s'hi posen les boles. Una de les modalitats més conegudes és l'anomenada bola 8.

## Història

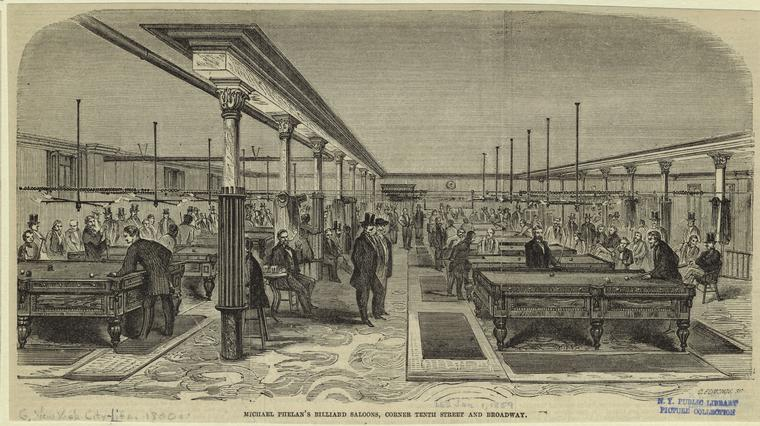
Estampa històrica representant la sala de billar de Michael Phelan a la ciutat de Nova York, l'1 de gener de 1859.

La majoria de jocs de billar que en anglès s'anomenen "pool" descendeixen de dos jocs anglesos importats als Estats Units durant el segle xix.
El primer va ser l'English billiards, que es convertí en el billar americà de quatre boles, essencialment el mateix joc, però amb una bola objectiu addicional de color vermell per augmentar les oportunitats de puntuació. Va ser el joc de billar més popular des de mitjans del segle xix fins que va ser destronat pel joc de caramboles straight rail. Els tornejos nord-americans de quatre boles van intentar passar a les taules de caramboles a la dècada dels 70, però això no va evitar que desapareguessin. L'últim torneig professional es va celebrar el 1876.
El segon i més influent joc va ser el pyramid pool. El 1850 es va popularitzar una variant anomenada fifteen-ball pool. Els dos jocs van ser substituïts per continuous pool el 1888, el precursor immediat de straight pool (1910).
Els nous jocs introduïts al tombant del segle xx inclouen Kelly pool i bola 8. L'aspecte distintiu de les boles amb diversos colors i la divisió entre boles llises i ratllades es va produir cap al 1889. Abans d'això, les boles objectiu eren uniformement de color vermell intens i es diferenciaven només per nombres. Els jugadors d'English pyramid pool i de life pool van ser els primers a adoptar pilotes de diferents colors. Les ratlles van ser l'última incorporació.

## Equipament

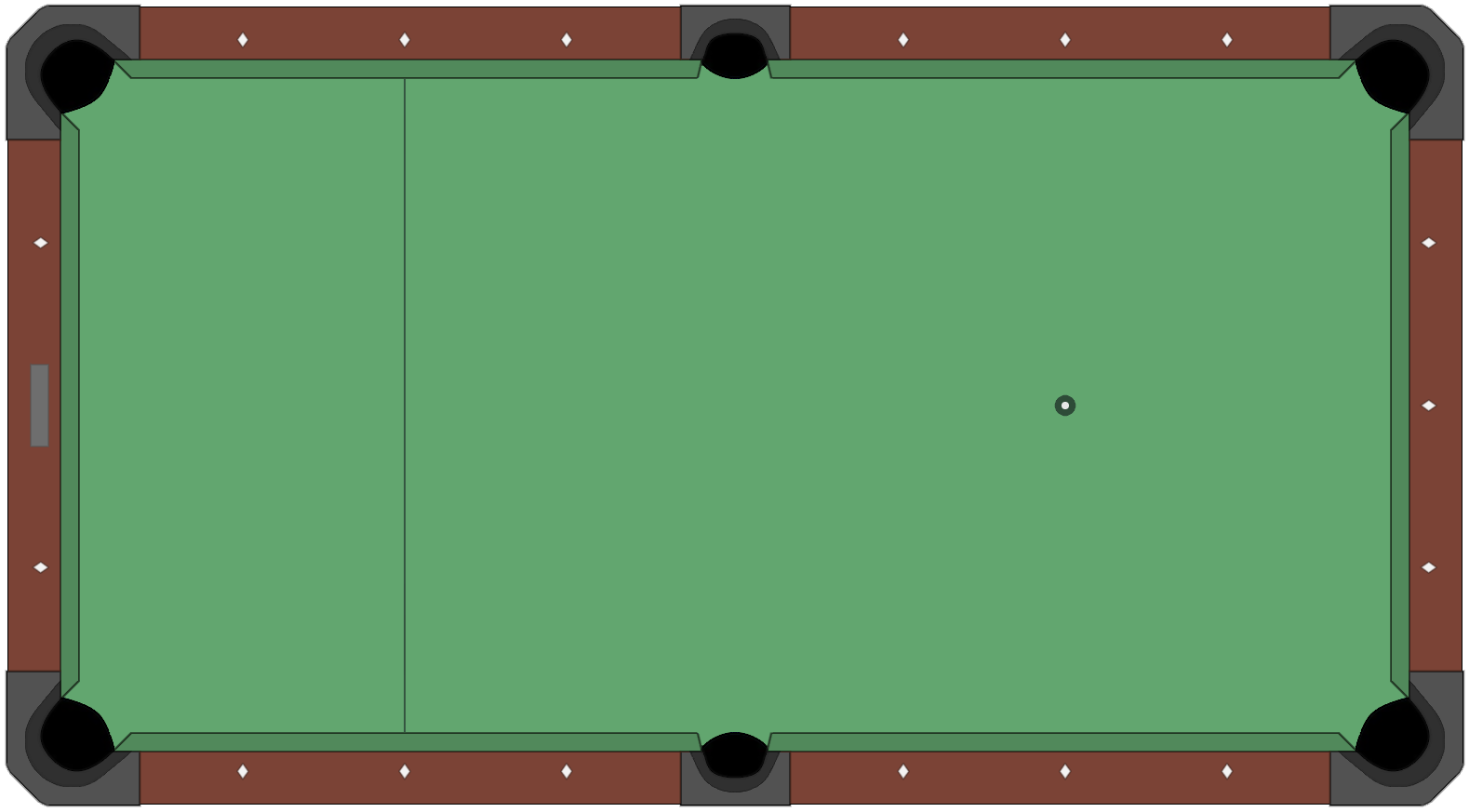
Diagrama de la taula

El billar americà és un billar de troneres que es juga en una taula de 6 forats. Les taules modernes solen tenir una mida que van d'1,07 m per 2,13 m (taula de 7 peus d'amplada, 7ft en anglès), a 1,37 m a 2,74 m (taula de 9 peus d'amplada, 9ft).
Es juga amb una bola blanca com a bola d'atac i diverses boles numerades de diferents colors. El diàmetre de les boles oscil·la entre els 57,15 i 60,33 mm. Segons les especificacions de l'Associació Mundial de Billar (WPA) i del Congrés de Billar d'Amèrica (BCA), el seu pes pot ser de 156-170 g amb un diàmetre 57,15 mm += 0,127 mm. Les taules de billar modernes que van amb monedes solen utilitzar un d'aquests tres mètodes per distingir les boles i poder retornar la bola blanca: 
1. La bola blanca és més grossa i més pesada que les altres boles
2. La bola blanca és més densa
3. La bola blanca té un nucli magnètic

El pal de billar, anomenat tac, acostuma a mesurar 148,6 cm de llarg, tot i que els dissenyats abans de 1980 feien 146,1 cm de mitjana.

## Modalitats

### Bola 8

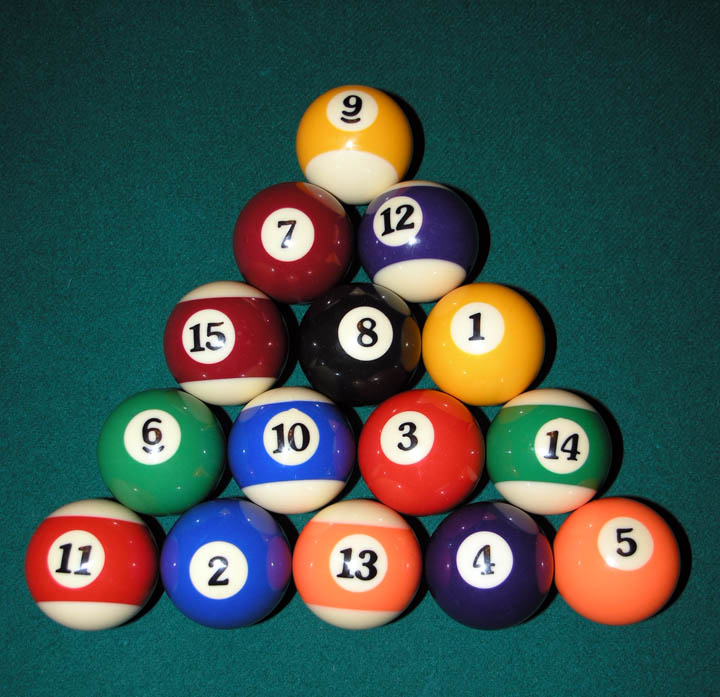
Conjunt de les 15 boles

Als Estats Units el joc de billar més practicat és el de la bola 8, que va aparèixer a principis del segle xx.
A diferència d'altres especialitats de billar americà (com bola 9, bola 10, o bola 7), el nom d'aquesta no reflecteix el nombre de boles objectiu, fent-ne servir un total de 15. L'objectiu del joc és reclamar una classe de bola (normalment s'ha d'escollir entre ratllades i llises), entrar-les totes colpejant-les amb la bola blanca, i finalment, entrar legalment la bola negra (la número 8), sempre evitant ficar la bola negra abans que les altres per accident. Les sales de billar d'Amèrica del Nord s'adhereixen cada cop més a les normes internacionalitzades per l'Associació Mundial de Billar, però les regles en locals petits poden variar significativament, fins i tot entre dos llocs de la mateixa ciutat.
Existeix també la variant "bola 8 en rotació" (en anglès: eight-ball rotation) en què les boles s'han d'introduir per ordre.
El billar anglès blackball (anomenat sovint "8-ball pool" en anglès britànic) és una evolució d'aquesta modalitat que es diferencia perquè totes les boles objectiu són vermelles o grogues (en comptes de llises o ratllades), entre altres coses.

## Òrgans de govern
Com a esport de competició, el billar americà està governat internacionalment per l'Associació Mundial de Billar (en anglès: World Pool-Billiard Association (WPA)). La WPA representa el billar a la Confederació Mundial d'Esports de Billar, que al seu torn representa totes les formes d'esports de billar (inclosos el billar de caramboles i l'snooker) al Comitè Olímpic Internacional.